# Malam Madori
Malam Madori, est une zone de gouvernement local de l'État de Jigawa au Nigeria, proche de Kano,.

## Source
- (en) Cet article est partiellement ou en totalité issu de l’article de Wikipédia en anglais intitulé « Malam Madori » (voir la liste des auteurs).